# Font de Pujol
La Font de Pujol és una font del poble d'Aramunt, de l'antic terme del mateix nom, pertanyent a l'actual municipi de Conca de Dalt, al Pallars Jussà.
Està situada a 514 m d'altitud, al sud-oest de les Eres, actual poble d'Aramunt. És al marge esquerre del riu de Carreu, i als peus del serrat, al sud-oest de la Font de la O.
Passa ran de la font la pista rural, anomenada Camí de Tremp, que enllaça Aramunt amb Tremp per la vora esquerra del pantà de Sant Antoni i amb Orcau a través de la vall de Montesquiu.